# Mimic (1997.)
Mimic je američki znanstvenofantastični horor iz 1997. godine, kojeg je režirao Guillermo del Toro. Scenarij filma je inspiriran istoimenom kratkom pričom Donald A. Wollheima. Također, potrebno je napomenuti kako je ovaj film dobio svoja dva nastavka, Mimic 2 i Mimic 3, koji su rađeni izravno za video.

## Radnja
U Manhattanu žohari šire smrtonosnu zaraznu bolest koja uzima stotine života gradske djece. Stoga entomolog, Susan Tyler (Mira Sorvino), koristi tehnike genetskog inženjeringa kako bi stvorila ono što ona i njezin kolega (a ujedno i suprug), Peter Mann (Jeremy Northam), nazivaju Juda vrstom (eng. Judas Breed). Juda vrsta je zapravo naziv za krupne kukce koji se hrane štetočinama koje prenose prethodno spomenutu zaraznu bolest. Također, treba napomenuti kako je Juda vrsta bila dizajnirana tako da se ne može razmnožavati, odnosno bila je dizajnirana tako da izumre u roku od nekoliko mjeseci. Ipak Susan i Peter, zajedno sa svojim osobljem, jako podcjenjuju sposobnost prilagodbe novostvorenih kukaca. Juda vrsta je naime pronašla način na koji se može razmnožavati, te je uz to razvila i sposobnost imitacije izgleda i ponašanja drugih stvorenja, među koje se ubrajaju i ljudi, s nevjerojatnom točnošću. Nakon što Peter i Susan saznaju da rojevi Juda vrste žive ispod grada, u sustavu podzemne željeznice, oni uz pomoć Leonarda (Charles S. Dutton), zaposlenika podzemne željeznice, koji labirint podzemnih tunela poznaje kao svoj džep, kreću u potragu za čovjekolikim kukcima, prije nego što oni preplave grad.

## Glavne uloge
- Mira Sorvino kao dr. Susan Tyler
- Jeremy Northam kao dr. Peter Mann
- Alexander Goodwin kao Chuy
- Giancarlo Giannini kao Manny
- Charles S. Dutton kao Leonard
- Josh Brolin kao Josh
- Alix Koromzay kao Remy
- F. Murray Abraham kao dr. Gates

## Nagrade i nominacije
Nagrade

Film je osvojio ukupno tri nagrade.
Osvojene nagrade su: Nagrada Saturn: najbolja šminka (Rick Lazzarini, Gordon J. Smith); Monitor: Opens, Closes & Titles - najbolje postignuće (ChipHoughton, Debra Kaufman), Opens, Closes & Titles - redatelj (Fred Fouquet).
Nominacije

Film je ukupno ostvario šest nominacija.
Ostvarene nominacije su: ALMA Award: izvanredni latino redatelj igranog filma (Guillermo del Toro); Nagrada Saturn: najbolja glumica (Mira Sorvino), najbolji horor, najbolja izvedba mladog glumca/glumice (Alexander Goodwin), najbolji scenarij (Guillermo del Toro, Matthew Robbins); Sitges: najbolji film (Guillermo del Toro).

## Vanjske poveznice
- Mimic u internetskoj bazi filmova IMDb-a
- Mimic na Rotten Tomatoes
- Mimic  Arhivirana inačica izvorne stranice od 5. svibnja 2006. (Wayback Machine) na All Movie Guide profile